# شتاینباخ (راین-هونسروک)
شتاینباخ (به آلمانی: Steinbach) یک شهر در آلمان است که در راین-هونسروک واقع شده است. شتاینباخ ۱۱۵ نفر جمعیت دارد.